# LZ 10 Schwaben
El LZ 10 Schwaben fue un dirigible rígido tipo zepelín alemán construído en 1911 por Luftschiffbau Zeppelin y operado por DELAG (Deutsche Luftschiffahrts-Aktiengesellschaft) para el transporte de pasajeros. Es considerado la primera aeronave comercial de pasajeros exitosa.

## Diseño y construcción

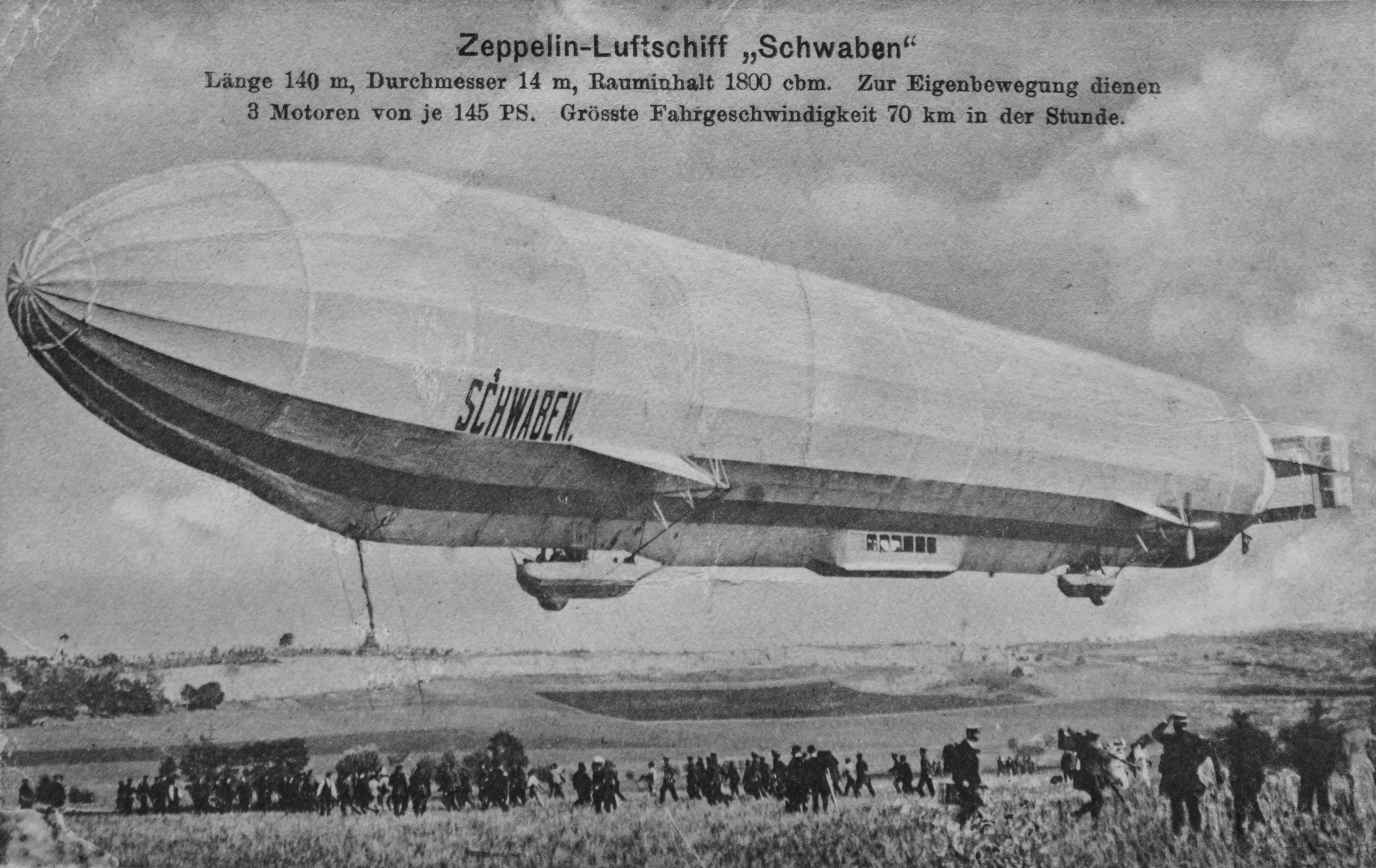
el Schwaben en un sello postal.

El Schwaben medía 140,21 m (460 pies) de largo, 14 metros (46 pies) de diámetro y tenía un volumen de gas de sustentación de 17.800 m³ (628.000 pies cúbicos). Estaba propulsado por tres motores Maybach de 108 kW (145 CV), que le proporcionaban una velocidad máxima de 76 km/h (47 mph). El Schwaben fue el primer zepelín en utilizar estos motores, que posteriormente se utilizarían para impulsar la mayoría de los zepelines posteriores a este. La estructura cilíndrica del fuselaje estaba apuntalada por una quilla triangular que recorría la mayor parte de la aeronave, que se ensanchaba en el centro del dirigible para acomodar la cabina de pasajeros, que tenía una capacidad para 20 pasajeros en total. Dos góndolas estaban suspendidas de la quilla; en la proa contenía el puesto de control y un motor, y en la popa contenía los dos motores restantes. Los motores impulsaban dos pares de hélices de palas de aluminio montadas en soportes a cada lado del casco.

## Servicio

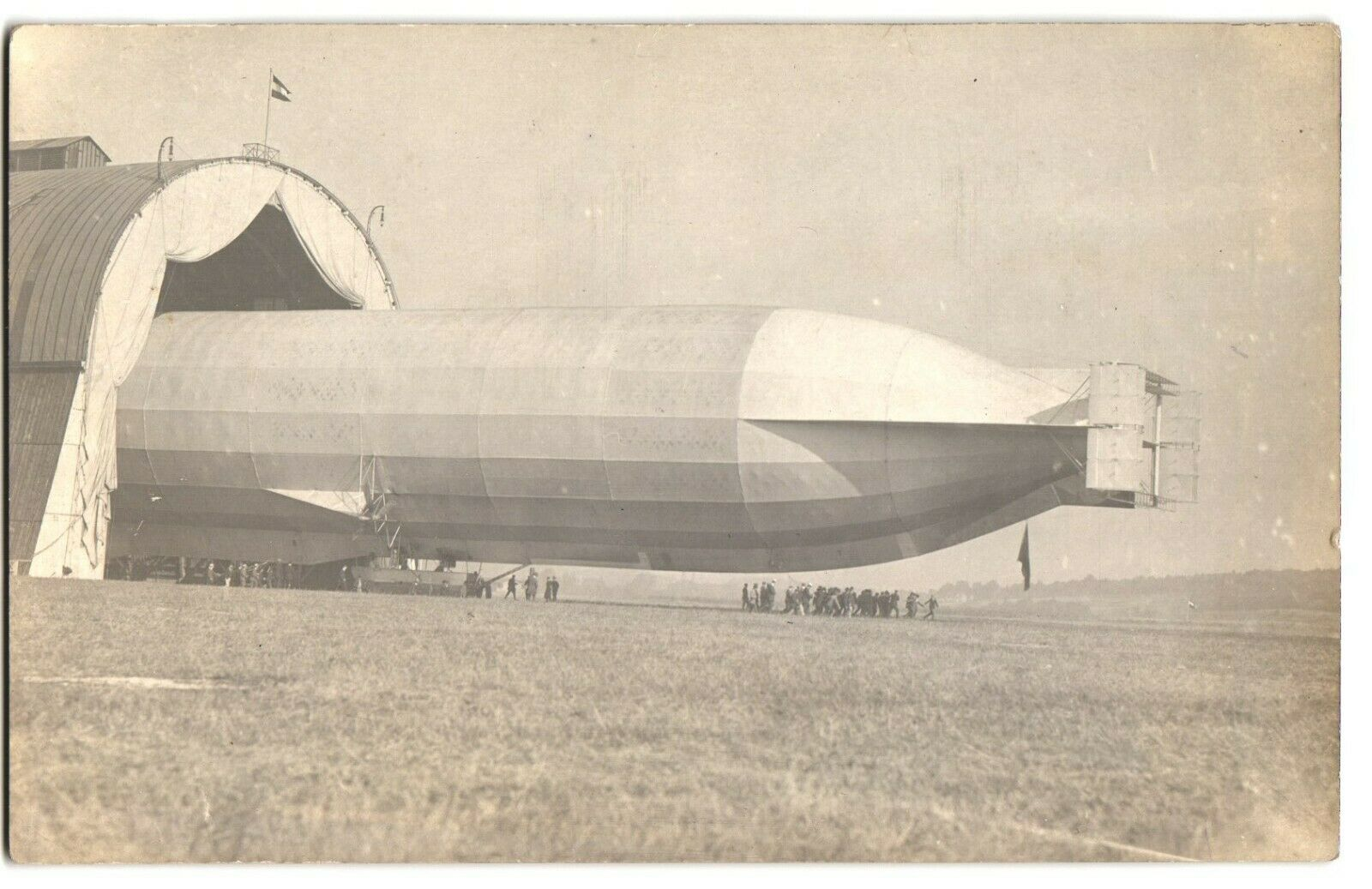
Una postal fotográfica real que muestra el LZ 10 siendo sacado de un hangar

El LZ 10 realizó su primer vuelo el 26 de junio de 1911 y entró oficialmente al servicio el 16 de julio de ese mismo año, tres semanas después de su primer vuelo. El Schwaben fue apodado el "dirigible de la suerte", debido a haber sido más exitoso que otros dirigibles que DELAG puestos en servicio anteriormente, y siendo conocido como la primera aeronave comercial exitosa de pasajeros en la historia. durante el siguiente año, realizó un total de 218 viajes y transportando un total de 1.553 pasajeros, entre ellos, el príncipe heredero Guillermo y su esposa, la duquesa Cecilia, el príncipe Guillermo piloteo el dirigible en una ocasión, mientras la princesa y sus asistentes se ocuparon de los pasajeros durante un vuelo en Berlín.

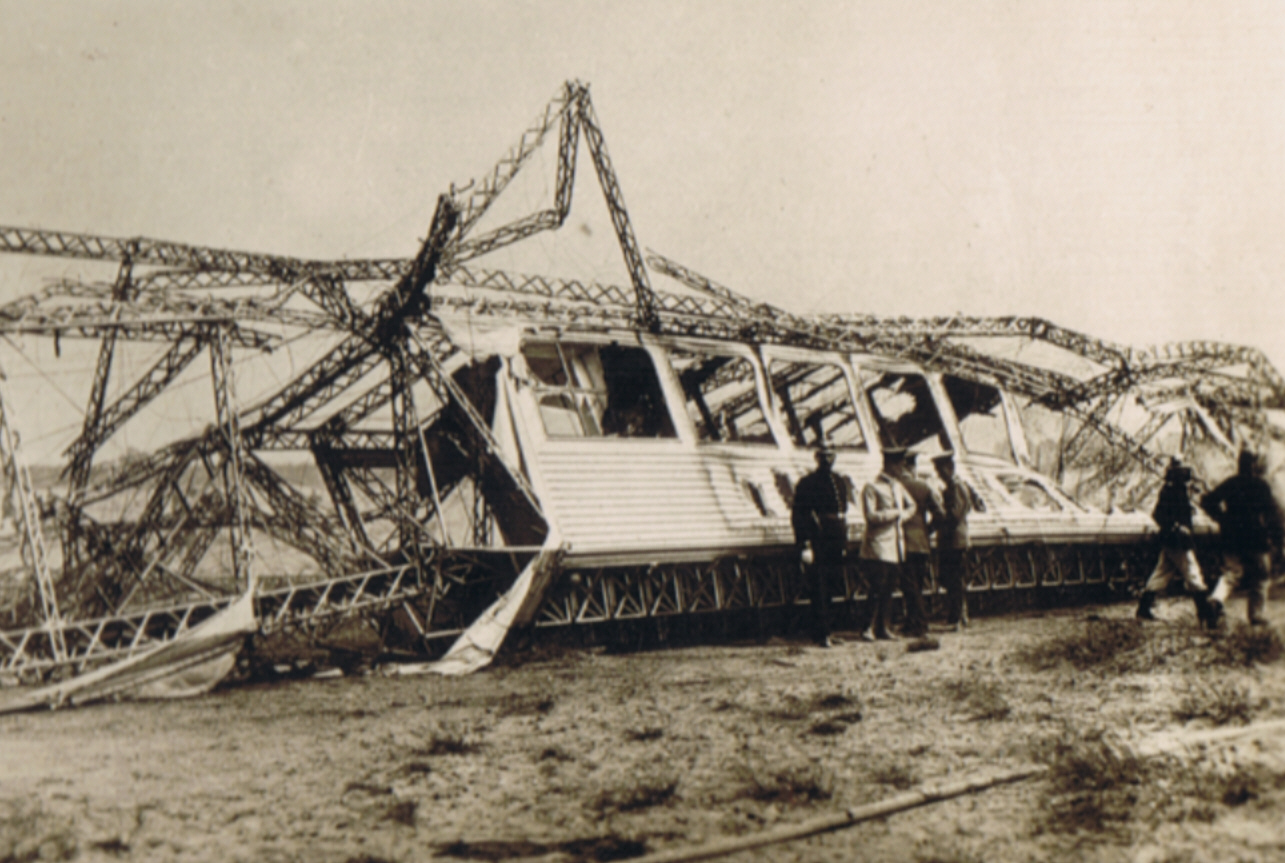
Restos carbonizados del Schwaben después del vendaval.

El Schwaben fue destruido por un vendaval el 28 de junio de 1912 cercas de un aeródromo en Düsseldorf. Los fuertes vientos impidieron meter al dirigible al hangar, haciendo que sus amarres se soltarán, haciendo que la quilla de popa se rompiera, una chispa provocó que el hidrógeno acumulado en las bolsas de aire hizo que se prendiera en fuego, causado principalmente por la electricidad estática, en segundos, el dirigible se prendió en una bola de fuego. Las fuentes respecto a los heridos difieren mucho las unas a las otras, New York Times informo que "34 soldados resultaron heridos",  aunque otras fuentes dicen que hubo entre 30 a 40 heridos.